# Facundo Colidio
Facundo Colidio (Rafaela, 4 gennaio 2000) è un calciatore argentino, attaccante del River Plate.

## Caratteristiche tecniche
Colidio predilige giocare da centravanti, ruolo che ricopre in modo molto dinamico date le caratteristiche fisiche. Utilizzato sovente anche come esterno, dove grazie all'ottima tecnica di base può accentrarsi per provare la conclusione, per il suo stile di gioco viene paragonato a Paulo Dybala. Ha iniziato a giocare a calcio come portiere, ruolo ricoperto anche dal fratello.

## Carriera

### Club
Dopo aver iniziato a giocare con l'Atlético Rafaela, a 14 anni viene acquistato dal Boca Juniors, che lo aggrega nelle proprie giovanili. Con gli Xeneizes migliora al punto da diventare un riferimento per la nazionale argentina Under-17.
Il 20 settembre 2017 viene acquistato per 7 milioni di euro dall'Inter, con cui firma un triennale.
Subito inserito nella formazione Primavera, alla prima stagione con i nerazzurri vince la Supercoppa, il Torneo di Viareggio (dove però non colleziona presenze) e lo scudetto, risultando decisivo con le sue reti.
Il 28 febbraio 2019 riceve la prima convocazione in prima squadra, in occasione dell'incontro di campionato contro il Cagliari. Dopo aver preso parte alla tournée asiatica dei nerazzurri, il 13 agosto viene ceduto a titolo temporaneo al Sint-Truiden. Segna il suo primo gol il 18 gennaio 2020 nel 2-0 contro il Kortrijk. Il 30 giugno seguente il prestito viene rinnovato per un'altra stagione. In due anni mette insieme 46 presenze e 3 gol tra campionato e Coppa.
Tornato all'Inter dopo la fine del prestito, nel luglio del 2021 prende parte al ritiro della prima squadra allenata da Simone Inzaghi. Non trovando spazio in squadra, il 4 gennaio 2022 si trasferisce in prestito al Tigre.
Il 21 luglio 2023 viene ceduto per 5 milioni di euro al River Plate, con cui firma un contratto biennale.

### Nazionale
Con la nazionale argentina Under-17 ha disputato da titolare il campionato sudamericano Under-17 2017 segnando due reti in quattro incontri, non riuscendo tuttavia a superare il primo girone.
Nel 2019 è stato convocato da Fernando Batista per disputare il campionato sudamericano Under-20 dello stesso anno.

## Statistiche

### Presenze e reti nei club
Statistiche aggiornate al 14 agosto 2025.
| Stagione                   | Squadra                    | Campionato                 | Campionato | Campionato | Coppe nazionali | Coppe nazionali | Coppe nazionali | Coppe continentali | Coppe continentali | Coppe continentali | Altre coppe | Altre coppe | Altre coppe | Totale | Totale |
| Stagione                   | Squadra                    | Comp                       | Pres       | Reti       | Comp            | Pres            | Reti            | Comp               | Pres               | Reti               | Comp        | Pres        | Reti        | Pres   | Reti   |
| -------------------------- | -------------------------- | -------------------------- | ---------- | ---------- | --------------- | --------------- | --------------- | ------------------ | ------------------ | ------------------ | ----------- | ----------- | ----------- | ------ | ------ |
| 2019-2020                  | Sint-Truiden               | D1                         | 12         | 1          | CB              | 1               | 0               | -                  | -                  | -                  | -           | -           | -           | 13     | 1      |
| 2020-2021                  | Sint-Truiden               | D1                         | 31         | 2          | CB              | 2               | 0               | -                  | -                  | -                  | -           | -           | -           | 33     | 2      |
| Totale Sint-Truiden        | Totale Sint-Truiden        | Totale Sint-Truiden        | 43         | 3          |                 | 3               | 0               |                    | -                  | -                  |             | -           | -           | 46     | 3      |
| lug. 2021-gen. 2022        | Inter                      | A                          | 0          | 0          | CI              | -               | -               | UCL                | -                  | -                  | SI          | -           | -           | 0      | 0      |
| 2022                       | Tigre                      | PD                         | 26         | 5          | CA+CdL          | 1+16            | 0+2             | -                  | -                  | -                  | Tdc         | 1           | 1           | 44     | 8      |
| gen.-giu. 2023             | Tigre                      | PD                         | 21         | 2          | CA              | 1               | 0               | CS                 | 6                  | 1                  | -           | -           | -           | 28     | 3      |
| Totale Club Atlético Tigre | Totale Club Atlético Tigre | Totale Club Atlético Tigre | 47         | 7          |                 | 18              | 2               |                    | 6                  | 1                  |             | 1           | 1           | 72     | 11     |
| lug.- dic. 2023            | River Plate                | PD                         | 0          | 0          | CA+CdL          | 0+14            | 0+1             | CL                 | 1                  | 0                  | Tdc         | 1           | 1           | 16     | 2      |
| 2024                       | River Plate                | PD                         | 22         | 7          | CA+CdL          | 2+14            | 0+6             | CL                 | 11                 | 3                  | SA          | 1           | 0           | 50     | 16     |
| 2025                       | River Plate                | PD                         | 18+2       | 6+0        | CA              | 1               | 0               | CL                 | 7                  | 2                  | SI+CmC      | 1+3         | 0+1         | 32     | 9      |
| Totale River Plate         | Totale River Plate         | Totale River Plate         | 40+2       | 13         |                 | 31              | 7               |                    | 19                 | 5                  |             | 6           | 2           | 98     | 27     |
| Totale carriera            | Totale carriera            | Totale carriera            | 132        | 23         |                 | 52              | 9               |                    | 25                 | 6                  |             | 7           | 3           | 216    | 41     |

### Cronologia presenze e reti in nazionale
| Cronologia completa delle presenze e delle reti in nazionale ― Argentina under 20 | Cronologia completa delle presenze e delle reti in nazionale ― Argentina under 20 | Cronologia completa delle presenze e delle reti in nazionale ― Argentina under 20 | Cronologia completa delle presenze e delle reti in nazionale ― Argentina under 20 | Cronologia completa delle presenze e delle reti in nazionale ― Argentina under 20 | Cronologia completa delle presenze e delle reti in nazionale ― Argentina under 20 | Cronologia completa delle presenze e delle reti in nazionale ― Argentina under 20 | Cronologia completa delle presenze e delle reti in nazionale ― Argentina under 20 |
| Data                                                                              | Città                                                                             | In casa                                                                           | Risultato                                                                         | Ospiti                                                                            | Competizione                                                                      | Reti                                                                              | Note                                                                              |
| --------------------------------------------------------------------------------- | --------------------------------------------------------------------------------- | --------------------------------------------------------------------------------- | --------------------------------------------------------------------------------- | --------------------------------------------------------------------------------- | --------------------------------------------------------------------------------- | --------------------------------------------------------------------------------- | --------------------------------------------------------------------------------- |
| 22-1-2019                                                                         | Talca                                                                             | Argentina under 20                                                                | 0 – 1                                                                             | Ecuador under 20                                                                  | Sudamericano Sub-20 2019 - 1º turno                                               | -                                                                                 | 61’                                                                               |
| Totale                                                                            |                                                                                   | Presenze                                                                          | 1                                                                                 |                                                                                   | Reti                                                                              | 0                                                                                 |                                                                                   |

| Cronologia completa delle presenze e delle reti in nazionale ― Argentina under 17 | Cronologia completa delle presenze e delle reti in nazionale ― Argentina under 17 | Cronologia completa delle presenze e delle reti in nazionale ― Argentina under 17 | Cronologia completa delle presenze e delle reti in nazionale ― Argentina under 17 | Cronologia completa delle presenze e delle reti in nazionale ― Argentina under 17 | Cronologia completa delle presenze e delle reti in nazionale ― Argentina under 17 | Cronologia completa delle presenze e delle reti in nazionale ― Argentina under 17 | Cronologia completa delle presenze e delle reti in nazionale ― Argentina under 17 |
| Data                                                                              | Città                                                                             | In casa                                                                           | Risultato                                                                         | Ospiti                                                                            | Competizione                                                                      | Reti                                                                              | Note                                                                              |
| --------------------------------------------------------------------------------- | --------------------------------------------------------------------------------- | --------------------------------------------------------------------------------- | --------------------------------------------------------------------------------- | --------------------------------------------------------------------------------- | --------------------------------------------------------------------------------- | --------------------------------------------------------------------------------- | --------------------------------------------------------------------------------- |
| 25-2-2017                                                                         | Curicó                                                                            | Venezuela under 17                                                                | 1 – 0                                                                             | Argentina under 17                                                                | Sudamericano Sub-17 2017 - 1º turno                                               | -                                                                                 |                                                                                   |
| 27-2-2017                                                                         | Curicó                                                                            | Paraguay under 17                                                                 | 1 – 0                                                                             | Argentina under 17                                                                | Sudamericano Sub-17 2017 - 1º turno                                               | -                                                                                 |                                                                                   |
| 1-3-2017                                                                          | Talca                                                                             | Argentina under 17                                                                | 3 – 0                                                                             | Perù under 17                                                                     | Sudamericano Sub-17 2017 - 1º turno                                               | 2                                                                                 | 74’                                                                               |
| 4-3-2017                                                                          | Talca                                                                             | Brasile under 17                                                                  | 2 – 0                                                                             | Argentina under 17                                                                | Sudamericano Sub-17 2017 - 2º turno                                               | -                                                                                 |                                                                                   |
| Totale                                                                            |                                                                                   | Presenze                                                                          | 4                                                                                 |                                                                                   | Reti                                                                              | 2                                                                                 |                                                                                   |

## Palmarès

### Club

#### Competizioni giovanili
- Supercoppa Primavera: 1

Inter: 2017
- Campionato Primavera: 1

Inter: 2017-2018
- Torneo di Viareggio: 1

Inter: 2018

#### Competizioni nazionali
- Campionato argentino: 1

River Plate: 2023
- Trofeo de Campeones de la Liga Profesional: 1

River Plate: 2023